# Saint-Sulpice (Alta Francia)
Saint-Sulpice è un comune francese di 1 029 abitanti situato nel dipartimento dell'Oise della regione dell'Alta Francia.

## Società

### Evoluzione demografica
Abitanti censiti